# Sobral da Lagoa
Sobral da Lagoa ist ein Ort und eine ehemalige Gemeinde (Freguesia) im portugiesischen Kreis Óbidos. Die Gemeinde hatte 447 Einwohner (Stand 30. Juni 2011).
Am 29. September 2013 wurden die Gemeinden Sobral da Lagoa, Óbidos (Santa Maria) und Óbidos (São Pedro) zur neuen Gemeinde Santa Maria, São Pedro e Sobral da Lagoa zusammengeschlossen.